# Милош Петковић
Милош Петковић (Ниш, 14. јул 1986) српски је писац, аутор драмских текстова за позориште, стрип-сценариста, оснивач и уметнички директор нишког Фестивала фантастике и предавач у школама креативног писања.

## Биографија
У родном граду је завршио Прву нишку гимназију „Стеван Сремац”, након чега је кратко студирао права, а после се пребацио на одсек за српску књижевност и језик Филолошког факултета Универзитета у Београду. У периоду од 2005. до 2008. углавном је писао приповетке, а у марту 2008. из штампе изашла је његова прва књига Вукови судбине, роман епске фантастике у издању нишког Зографа. Друго издање Вукова судбине (Sagittarius Book, Ниш) распродато је за непуна два месеца, након чега је издавачка кућа Domino Fer из Београда објавила комплетну трилогију (2. део Хероји месечевог знамења и 3. део Духови блага). С њом се нашао на списку најпродаванијих аутора на неколико сајмова у Србији зими 2011. године.
Београдски Порталибрис је најпре објавио роман Перунов хроничар - Заборављена легенда древне Сорабије (2012), потим наставак Рог словенских богова (2013), а септембра 2014. издат је и завршни део трилогије која обрађује митове и легенде из старословенске митологије, Шапат Ђавоље вароши. У исто време објављено је и четврто, посебно издање трилогије Вукови судбине допуњено с девет нових прича. Након објављивања треће трилогије Седам мачева и романа Вештица из Страшилова, Петковић је постао једини писац у историји српске књижевности који је пре своје тридесете године написао и објавио десет романа.
Марта 2013. највећа нишка општина Медијана доделила је Петковићу награду „Света Петка”, „због изузетних успеха у домену књижевности и због очувања традиције”. Већ почетком 2014. године, Петковићевом роману Рог словенских богова додељена је награда „Светосавски печат”. Након тога, снимљен је играни трејлер за трилогију Вукови судбине, у којем су, између осталих, учествовали и Петковићеви пријатељи, нишки музичар Марко Јовановић Маркоњеро као и академски сликар Игор Кристић из Пирота. Потом је снимљен трејлер за Перунов хроничар, у којем су учествовали музичари Гале Кербер и Маркоњеро, сликар Игор Крстић итд.
Петковић је члан Друштва књижевника и књижевних преводилаца Ниша. Аутор је многих приповедака, као што су Дах ледене гробнице, која је објављена у збирци Тајанствени путник (НКЦ, 2012), Караван Инсомниуса, Гробље слонова, Дарови из сандука и Кенигштрасе број. 19. Такође, приредио је двојезичну монографију Вардар-10 години истоименог друштва из Ниша поводом десет година постојања.
Седам мачева"je трећа Петковићева трилогија, а чине је романи: Тајна старе воденице, Пољубац принцезе Илдико и Теслин времеплов. Убраја се у авантуристичке саге с елементима фантастике и хорора. У њој се појављују многе историјске и књижевне личности, али и тројица вампира из српских предања: Арнаут Павле, Петар Благојевић и Сава Савановић.
Петковић је с руским писцем Антоном Ивановичем Лесковим потписао роман Вештица из Страшилова - Мементо мори, с Младеном Станисављевићем из Ниша роман Језомор - Портрет тропрстог сликара, а са фронтменом групе Orthodox Celts Ацом Селтиком и Игором Крстићем роман Уснули змајеви, који је издала издавачка кућа Лагуна.
Петковић је аутор тетралогије Патуљци и виле, коју је издала издавачка кућа Пчелица из Чачка. Књиге су досад преведене на енглески језик. Први део тетралогије, Пролеће, уврштен је у Читалачки списак изборне лектире за пети и шести разред основне школе за 2020. годину, а Уснули Змајеви су уврштени на средњошколски списак Читалића. Петковић је аутор и романа за децу и младе Детективи из Зоо-врта у издању Пчелице.
С Младеном Ђорђевићем, аутором серијала „Светионичар”, коауторски је потписао књигу о српским витезовима и хајдуцима Од мача до кубуре.
Према његовој књизи урађена је позоришна представа Патуљци и виле - Пролеће у продукцији Нишког културног центра.
Петковић је као уредник потписао две збирке прича Чувари златног руна (приче Хомоља и Звижда) у којима су, између осталих, заступљени и Љубивоје Ршумовић, Урош Петровић (1967), Милан Аранђеловић, Весна Дедић , Урош Тимић и други. Такође, као уредник је сарађивао с десетак српских писаца, пре свега под издавачком кућом Отворена књига из Београда.
Петковић је радио као предавач у школама креативног писања, један је од оснивача удружења „Ордо Дракониш” и један од утемељивача Фестивала фантастике у Нишу, који је досад  имао два издања — Толкиниш 2018. и Готниш 2019. Тренутно руководи школом креативног писања „Бескрајна прича” при Дечијем културном центру и у Дели простору у Нишу. Петковић је и аутор мини-стрип серијала Супер Мишко пије Нишко, који је објављивала Нишка пивара.
Сценариста је спота за песму Бестрага све нишке рок-групе Кербер и у споту се појављује у улози сликара. Такође, сценариста је спота за песму "Крај мене" кантауторке Сташе Петровић.
Добитник је награде Невид театра из Бање Луке за „најбоље бајке и басне за дјецу” за 2020. годину.
По његовом роману Тајна старе воденице урађена је истоимена позоришна представа у продукцији Студентског културног центра из Ниша. Та представа је освојила пет награда на Фестивалу академских позоришта Србије у Новом Саду (ФАПС) 2020. године.
Детективи из Зоо-врта су трећа Петковићева књига која је уврштена у изборну лектиру Читалића.
Петковићев деветнаести роман "Бајка о Ноћурку и Даници" објављен је крајем 2021. године.
Крајем 2022. године објављен је његов 20. јубиларни роман "Кербер - Хронике троглавог пса" (Чаробна књига). Ова романсирана биографија писана је поводом 40. година групе Кербер.
Роман за децу и младе "Били смо змајеви" Петковић је објавио под окриљем издавачке куће Прополис.
Децембра 2022. године Нишки културни центар објавио је стрип-издање "Тајна старе воденице" са поднасловом "Дружина Монте Кристо". Цртач је Срђан Тодоровић из Зајечара, док Милош Петковић потписује сценарио.
Јануара 2023. године Милошу Петковићу додељена је књижевна награда "Момчило Тешић" за роман "Бајка о Ноћурку и Даници" коју додељују књижевне новине "Свитак" и лист за дечију књижевност "Момчило" из Пожеге.
2023. године издавачка кућа Медивест објавила је Изабрана дела Милоша Петковића која садрже три трилогије: "Вукови судбине", "Перунов хроничар" и "Седам мачева". Ово луксузно издање овенчано је наградом Иницијал Сајма књига у Нишу.
Студентски културни центар из Ниша почетком 2024. године објавио је збирку кратких прича фантастике Милоша Петковића "Паладинова бележница".

### Књиге
- Вукови Судбине, „1. део трилогије Вукови Судбине”
- Хероји месечевог знамења, „2. део трилогије Вукови Судбине”
- Духови блага, „ 3.део трилогије Вукови Судбине”
- Перунов Хроничар, „ 1. део трилогије Перунов хроничар”
- Рог Словенских Богова, „2. део трилогије Перунов хроничар”
- Шапат Ђавоље Вароши, „3. део трилогије Перунов хроничар”
- Тајне старе воденица, „1. део трилогије Легенда о седам мачева”
- Пољубац принцезе Илдико, „2. део трилогије Легенда о седам мачева”
- Теслин времеплов, „3. део трилогије Легенда о седам мачева”
- Вештицa из Стрaшиловa - Мементо Мори, „Коaутор сa Антоном Ивaновичем Лесковом”
- Пролеће, „1. део тетрaлогије Пaтуљци и виле”
- Лето, „2. део тетрaлогије Пaтуљци и виле”
- Јесен, „3. део тетрaлогије Пaтуљци и виле”
- Зимa, „4. део тетрaлогије Пaтуљци и виле”
- Језомор, „Коaутор сa Млaденом Стaнисaвљевићем”
- Уснули Змaјеви, „Коaутор сa Ацом Селтиком”
- Од мача до кубуре", "Коаутор са Младеном Ђорђевићем"
- Детективи из Зоо-врта
- Бајка о Ноћурку и Даници
- Кербер - Хронике троглавог пса
- Били смо змајеви
- Паладинова бележница (збирка прича)

### Позоришне представе
Патуљци и виле - Пролеће (продукција Нишког културног цента)
Тајна старе воденице (продукција Академског позоришта Ниш)
Бајка о Ноћурку и Даници (Позориште лутака Ниш)
Патуљци и виле - Лето (продукција Нишког културног центра)
Тајна старе воденице (Позориште Зоран Радмиловић у Зајечару)

### Стрипови
Супер Мишко пије Нишко (Нишка пивара)
Тајна старе воденице - Дружина Монте Кристо (Нишки културни центар)